# Google Person Finder
Google Person Finder est une application web open source qui fournit un registre et un tableau d'affichage pour les survivants, les familles et les proches touchés par une catastrophe naturelle et recherche des informations sur leurs statuts respectifs et le lieu. Il a été créé par des ingénieurs bénévoles de Google, à la suite du séisme de 2010 à Haïti.

## Historique
Google Person Finder est écrit en Python et est hébergé sur Google App Engine. Sa base de données et l'interface de programmation de l'application sont basés sur le format populaire d'échange Finder (PFIF), élaboré en 2005 pour le projet Katrina PeopleFinder.
Le Google Person Finder est de nouveau mis en avant lors du séisme au Népal en Avril 2015. Le service est également disponible par SMS ce qui facilite son utilisation dans les régions n'ayant pas ou peu accès à internet comme le Népal.